# Hager Group
Hager Group – europejski producent rozwiązań z zakresu rozdziału energii, automatyki budynku, osprzętu elektroinstalacyjnego oraz systemów prowadzenia przewodów  stosowanych zarówno w budownictwie mieszkaniowym, jak i  komercyjnym. Produkty firmy Hager dostępne są w 120 krajach na całym świecie. Hager posiada 23 zakłady produkcyjne w 10 krajach świata,  zatrudnia 11 400 pracowników i generuje roczny obrót w wysokości 1,9 mld €.
W Polsce pod szyldem Hager Group działa Hager Polo Sp. z o.o. z główną siedzibą w Tychach. Na terenie Polski istnieją cztery zakłady produkcyjne zlokalizowane w Tychach, Kórniku, Sosnowcu i Bieruniu oraz cztery Centra Biurowo – Szkoleniowe (Tychy, Kórnik, Warszawa, Gdańsk).

## Historia
Korzenie firmy Hager sięgają początku 1955 roku, kiedy to założono Hager Electro – Plastik oHG. Cztery lata później w Niemczech uruchomiono produkcję pierwszych rozdzielnic licznikowych, a w Obernai aparatów modułowych. W 1969 roku proponowany dotychczas asortyment, został poszerzony o nowoczesny system rozdzielnic, a w 1982 roku produkcja z Ensheim została przeniesiona do Bliestkastel, gdzie w siedem lat później powstał nowy zakład zajmujący się produkcją nowoczesnych rozdzielnic elektrycznych. W latach 90. XX wieku firma rozpoczęła sprzedaż na rynku azjatyckim.
W 2002 roku nastąpiło połączenie istniejącej od 1993 roku firmy Polo Systemy Elektroinstalacyjne Sp. z o.o. ze spółką Hager Electro Sp. z o.o. Na terenie Polski zaczęła funkcjonować firma pod nazwą Hager Polo Sp. z o.o.. Firma umocniła swoją pozycję w Polsce oraz rozszerzyła swoją działalność na lokalnych rynkach zagranicznych w Rosji, Łotwie, Estonii, Czechach, Słowacji, Bośni i Hercegowinie, Rumunii, a także na Ukrainie, Białorusi, Litwie, Węgrzech. W 2010 roku Grupa Hager pozyskała swojego początkowego konkurenta, spółkę Berker GmbH & Co.